# Nguyễn Hữu Hanh
Nguyễn Hữu Hanh (sinh 1923) là một chuyên gia kinh tế, tài chánh đã giữ nhiều chức vụ quan trọng trong cả thời Đệ Nhất và Đệ Nhị Việt Nam Cộng hòa cũng như trên trường quốc tế. Ông từng giữ chức Thống đốc ngân hàng Quốc gia Việt Nam và Tổng trưởng Kinh tế và Tài chính.

## Cuộc đời và sự nghiệp
Ông sinh ngày 10 tháng 11 năm 1923 tại Huế, trong ngôi nhà của gia đình bên ngoại nhưng quê gốc ở làng Đại Hòa, huyện Triệu Phong, tỉnh Quảng Trị và là hậu duệ đời thứ năm của nhà thiên văn học Nguyễn Hữu Thận. 
Là con đầu lòng trong một gia đình mà cha là giáo viên dạy học, lớn lên tại Quảng Trị, từ nhỏ, ông thường theo cha đi săn hay đi câu cá, lội bộ, leo núi, băng rừng, ngủ ngoài trời. Ngoài ra ông còn chơi Tennis, và sau này còn có thú săn bắn
Năm 1935, cha ông chuyển vào làm việc tại Quảng Nam, giữ chức chánh thanh tra học đường, ông đi học ở Vĩnh Điện, cách nhà 6 cây số, đi bộ bằng chân đất, vì nhà nghèo không đủ tiền để mua giầy. Ở đây ông có cơ hội gặp mặt ông Ngô Đình Diệm, lúc đó đã thôi làm quan hiện đang ở với anh là Ngô Đình Khôi, lúc đó là Tổng đốc tỉnh Quảng Nam. Cha ông hay dẫn ông tới thăm họ mỗi chủ nhật vì cùng chia sẻ thú vui chung là nuôi chim, và chơi phong lan.
Sau khi xong bậc tiểu học, ông được cha gởi ra Huế để theo học trung học đệ nhất cấp ở trường Khải Định. Sau khi tốt nghiệp tú tài 2 vào năm 1944, ông ra Hà Nội học đại học, ngành Luật và Y khoa, nhưng chỉ được vài tháng cho đến khi Nhật đảo chính Pháp vào ngày 9 tháng 3 năm 1945. Sau đó ông theo Việt Minh chống Pháp, rồi bị bắt. Nhờ Thủ hiến Trung phần Trần Văn Lý, can thiệp với viên chỉ huy quân sự Pháp, ông được thả ra, rồi được ông Lý cho học bổng sang Pháp du học.
Tại Paris, ông theo học trường cao đẳng H.E.C. (Hautes Études Commerciales), trường thương mại ngân hàng danh tiếng nước Pháp. Sau đó Hanh được nhận vào trường École Nationale d'Administration (trường Quốc gia Hành chánh), nơi đào tạo những công chức cao cấp của Pháp.

## Sự nghiệp

### Công vụ[9]
Năm 1954 ông trở về Việt Nam làm việc cho Viện Phát hành Quốc gia Việt, Miên, Lào (tiếng Pháp: Institut d'Emission des Etats Associes du Laos, du Cambodge et du Viêt Nam).
Vài tháng sau ông, do sự giới thiệu của Chủ tịch Hội đồng Quản trị Victor Cusin và Tổng giám đốc Ngân hàng Đông Dương René Frappart, ông được Ngô Đình Diệm mời về làm cố vấn tài chánh và kinh tế cho tới năm 1962.
Đầu năm 1955 ông được bổ nhiệm làm Tổng Giám đốc Ngân hàng Quốc gia Việt Nam. Theo thoả thuận với Pháp, Ngân hàng Trung ương ba nước Đông Dương, Việt Nam-Lào-Cao Miên, được tách ra làm 3 Ngân hàng Quốc gia Trung ương và chịu trách nhiệm tất cả các hoạt động chuyên môn. Trong khi đó Thống đốc Dương Tấn Tài lo việc quản trị hành chánh của ngân hàng. Địa vị Thống đốc sau trao cho Vũ Quốc Thúc, thạc sĩ luật khoa, giáo sư môn dân luật.
Theo lời yêu cầu của Ngô Đình Diệm, Nguyễn Hữu Hanh đứng ra lập Ngân hàng Việt Nam Thương tín (khai trương tháng 1 năm 1956) và giữ chức Tổng Giám đốc kiêm Chủ tịch Hội đồng Quản trị của ngân hàng này.
Từ năm 1955 đến 1958 ông là Thống đốc Ngân hàng Quốc gia Việt Nam.

### Tư doanh
Tháng 9 năm 1961, ông từ chức chức vụ cố vấn cho chính phủ và đứng ra thành lập Công ty Khuếch trương Kỹ nghệ SOFIDIV (Société Financière Pour Le Development de L'Industrie au Vietnam) với sự hùn vốn của một số ngân hàng, trong đó Ngân hàng Việt Nam Thương tín có cổ phần lớn nhất.

### Kinh tài quốc tế
Cuối năm 1964 Nguyễn Hữu Hanh được tuyển làm Chánh sự vụ ở Công ty Tài chánh Quốc tế IFC thuộc Ngân hàng Thế giới (World Bank) và sang Washington, D.C. nhận nhiệm sở vào tháng 2 năm 1965 nhưng đến cuối năm đó thì ông về Sài Gòn theo lời mời của Thủ tướng Nguyễn Cao Kỳ với cương vị Thống đốc Ngân hàng Quốc gia Việt Nam, làm việc với Tổng ủy Kinh tế gồm bốn bộ: Tài chánh, Kinh tế, Thương mại, và Kỹ nghệ.
Năm 1968 ông trở về lại với Ngân hàng Thế giới đảm nhận chức vụ Chánh sự vụ Bắc Phi và các nước nói tiếng Pháp, cùng là Quản trị viên dự khuyết Hội đồng quản trị Quỹ Tiền tệ Quốc tế IMF (1968-1975), phụ trách các nước Đài Loan, Nam Hàn, Việt Nam. Khi làm nhiệm vụ Quản trị viên dự khuyết trong Hội đồng quản trị IMF ông đảm nhiệm vai trò liên lạc giữa IMF, World Bank và chính phủ Việt Nam Cộng hòa; ngoài ra làm Cố vấn Kinh tế Tài chánh không chính thức cho chính phủ Việt Nam, Cố vấn Sở Ngân hàng Trung ương-Quỹ Tiền tệ Quốc tế (1975-1981).

### Hoạt động tư nhân và trở về Việt Nam
Năm 1981 ông nghỉ hưu sớm và thành lập công ty riêng về dầu hỏa nhưng không thành công . Sau đó ông hợp tác với 2 người bạn Mỹ thành lập công ty tư vấn xây dựng cho Hoa Kỳ tại Morroco. Nhưng một thời gian thì ông cũng giải thể công ty.
Trong thời gian này ông cũng quay về Việt Nam nhiều lần. Năm 2004 Nguyễn Hữu Hanh quyết định về sống hẳn ở quê hương. Ông chọn thành phố Nha Trang, tỉnh Khánh Hòa làm nơi sinh sống đến cuối đời . Con cái ông thì vẫn ở Mỹ.